# Heteragrion chrysops
Heteragrion chrysops là loài chuồn chuồn trong họ Megapodagrionidae. Loài này được Hagen in Selys mô tả khoa học đầu tiên năm 1862.